# Anhidrit
Anhidrit (iz starogrčkog ἄνυδρος anhydros: bez vode, suh) je rompski mineral; bezvodni kalcijev sulfat (CaSO4).

## Osobine
Bijele je do tamnomodre boje, katkad i cvenkast, sedefasta do staklasta sjaja. Nastaje kristalizacijom iz slanih voda (mora) pri evaporaciji.

Tvrdoće je 3 do 3,5 po mohsovoj ljestvici.

## Upotreba
Upotrebljava se kao punilo papira, dodatna sirovina u cementnoj industriji, kod proizvodnje sulfatne kiseline, umjetnih gnojiva, te za izradbu veziva.

## Vanjske poveznice
- Webmineral - Anhydrite (engl.)
- MinDat - Anhydrite (engl.)
- https://moodle.srce.hr/eportfolio/view/view.php?id=6278